# ХДС/ХСС
ХДС/ХСС (нем. CDU/CSU), также «Союз» (нем. Union) — избирательный блок немецких консервативных политических партий включающий в себя Христианско-демократический союз Германии (ХДС) и Христианско-социальный союз в Баварии (ХСС). При этом ХСС активна только в Баварии, а ХДС — во всех остальных землях за исключением Баварии.
Упоминание ХДС/ХСС относится преимущественно к объединённой фракции этих партий в парламенте Германии — Бундестаге. На выборах ХДС не выставляет своих кандидатов в одномандатных округах Баварии, которая является полем деятельности ХСС и, наоборот, ХСС не выставляет своих кандидатов вне Баварии.

## Председатели фракции
- Генрих фон Брентано (1949—1955)
- Генрих Кроне (1955—1961)
- Генрих фон Брентано (1961—1964)
- Райнер Барцель (1964—1973)
- Карл Карстенс (1973—1976)
- Гельмут Коль (1976—1982)
- Альфред Дреггер (1982—1991)
- Вольфганг Шойбле (1991—2000)
- Фридрих Мерц (2000—2002)
- Ангела Меркель (2002—2005)
- Фолькер Каудер[нем.] (2005—2018)
- Ральф Бринкхаус (2018—2022)[1]
- Фридрих Мерц (с 2022 года)